# 廖伯牛
廖伯牛，字师冉，福建福州府侯官县人，明朝政治人物。

## 生平
永樂十五年（1417年），廖伯牛中式丁酉科福建乡试第三名舉人。永樂十九年（1421年）登辛丑科進士，官至监察御史。